# Евдокиевка
Евдокиевка (на руски: Евдокиевка) е село в Кантемировски район на Воронежка област на Русия. Влиза в състава на селището от селски тип Митрофановское. Разположено е на 3 km от Митрофановка.

## География
Улици
- ул. Молодёжная,
- ул. Центральная,
- ул. Южная.

## История
Основано е през 1750-те години. Първият заселник е Василий Кривул.
През 1780 г. на това място има 41 къщи на крепостни селяни, принадлежащи на полковник С. И. Тевяшов. По-късно хуторът преминава във владение на помешчика Чертков. От средата на 19 век хуторът започва да се нарича Евдокиевка, по името на член на семейството на Чертков.
През 1995 г. в селото има 209 къщи и 553 жители, селски клуб, начално училище и магазин.
През 2010 г. в селото живеят 478 души.

## Население
| 2010 |
| ---- |
| 478  |